# Tatul Krpeyan
Tatul Krpeyan (in armeno Թաթուլ Կրպեյան?; Thathul, 21 aprile 1965 – Çaykənd (Göygöl), 3 aprile 1991) è stato un partigiano armeno.
Si è posto a capo delle forze armene paramilitari di difesa durante la Operazione Anello nella parte settentrionale dell'attuale regione di Shahumyan. Fu ucciso in combattimento dalle forze azere OMON.

## Biografia
Nato nel villaggio di Thathul in Armenia completò gli studi scolastici nella vicina città di Talin. Dopo aver servito nella Armata sovietica, nel 1987 si iscrisse alla facltà di Storia della Università Statale di Erevan. Durante il primo anno di corso si unì al Movimento nazionale di liberazione armeno a al movimento Miatsum per la liberazione del Nagorno Karabakh.

## Operazione Anello
Nel settembre 1990 raggiunse il Nagorno Karabakh dove la situazione era sempre più critica e fondò un'unità di volontari denominata Dashnaktsakanner della quale si autoproclamò comandante.
Con tale formazione guidò la difesa (dal settembre 1990 fino alla morte nell'aprile 1991) del distretto di Getashen (oggi Chaykend) e Martunashen contro le unità delle forze armate azere. Perì nel corso dei combattimenti a Getashen. È stato sepolto nel villaggio natale che, in suo onore, cambiò la denominazione da Areg a Tatul.

## Onorificenze
È stato insignito della onorificenza di Eroe nazionale dell'Armenia